# Elephas ekorensis
Elephas ekorensis — вимерлий вид великих травоїдних ссавців родини слонових. У Східній Африці були знайдені скам'янілості, що датуються раннім пліоценом, між 5.3 і 3.6 мільйонами років тому. Це найперший впізнаваний вид у роду Elephas. Є дві лінії, тупикова, афро-євразійська лінія та азійська лінія, яка еволюціонувала до сучасних азійських слонів. Це був предок Elephas iolensis.